# 1610-е годы
1610-е (ты́сяча шестьсо́т деся́тые) го́ды по григорианскому календарю — промежуток времени с 1 января 1610 года по 31 декабря 1619 года, включающий 1610 год 1-го десятилетия   и с 1611 по 1619 годы    2-го десятилетия XVII века 2-го тысячелетия.  Они закончились 406 лет назад.

## Важнейшие события
- Завершение Смутного времени (1598—1613). Русско-польская война (1609—1618). Битва при Клушине (1610) привела к правлению Семибоярщины (1610—1613). Второе народное ополчение (1611—1612; Минин; Пожарский). Начало правления династии Романовых (1613; Михаил Фёдорович). Шведская интервенция (1610—1617).
- Изгнание морисков в Испании (1609—1614).
- Возникшее в Англии религиозное течение арминианство (1610) осуждено Дордрехтским синодом (1618—1619).
- Кальмарская война (1611—1613).
- Последние собрание Генеральных штатов во Франции (1614) периода сословной монархии (1302—1614). Начало периода абсолютной монархии (1614—1789).
- Осакская кампания в Японии (1614—1615).
- Первая английская фактория основана в Индии (1615; Сурат) после победы над португальцами в битве при Суали[англ.] (1612).
- Основана династия Цин (1616—1912; Айсиньгиоро Нурхаци; Маньчжуры).
- Начало Тридцатилетней войны (1618—1648). Восстание чешских сословий (1618—1620).
- Голландская Ост-Индская компания завоевала Джакарту, ставшую её столицей (1619).

## Культура
- Донн, Джон (1572—1631), поэт. «Анатомия мира» (1612).
- Луис де Гонгора (1561—1627), поэт. «Soledades[англ.]» (1613).
- Лопе де Вега (1562—1635), писатель. «Собака на сене» (1618).
- Сарпи, Паоло (1552—1623), историк. История Тридентского собора (1619).

### Наука и техника
- Галилео Галилей (1564—1642), астроном. «Звёздный вестник» (1610).
- Непер, Джон (1550—1617). «Mirifici logarithmorum canonis Descriptio» (1614; Логарифм).

## Годы

### 1610
- Июль — Шведские войска вторглись на территорию Корельского уезда. Сентябрь — Начало осады Корелы.
- Генрих IV убит фанатичным католиком Равальяком.
- 1610—1643 — Король Франции Людовик XIII.
- 1610—1620 — Курфюрст Верхнего Пфальца Фридрих V.
- Вооружённое выступление ремесленников Праги против наёмников. Разрушение некоторых католических монастырей.
- 4 февраля — Тушинские бояре заключили договор с Сигизмундом и признали русским царём Владислава. Июнь — Жолкевский разбил около Клушина войска Дмитрия Шуйского. Август — Договор «семибоярщины» с Сигизмундом о признании царём Владислава. Конец сентября — Польские войска Гонсевского занимают Москву.
- Крестьянское движение в Осецком старостве (Польша).
- Подавление восстания городской бедноты в Могилёве.
- 1610—1611 — Плавание Гудзона. Открытие Гудзонова залива.

### 1611
- Английский король Яков I распустил парламент из-за отказа вотировать субсидии королю.
- В Англии опубликован «авторизованный перевод» протестантской англиканской Библии, известный под названием «Библия короля Якова». Эта версия Библии до настоящего времени широко используется в англоговорящем мире.
- 1611—1613 — Датчане остановили экспансию шведов на север, к Ледовитому океану, и на юг, к проливам.
- 1611—1632 — Король Швеции Густав II Адольф.
- Принцем Федерико Цези (итал. Federico Cesi) впервые использовано слово «телескоп».
- Март — Взятие шведами Корелы. Лето — Шведы начали операции в Новгородской земле. Июль — Шведы захватили Новгород. Неудачная попытка взять Псков. Походы шведов к Кеми и Онежскому озеру. Действия в Карелии русских партизан, в том числе отряда Лихарева.
- Курфюрст Бранденбурга Иоанн-Сигизмунд заключил династический брак и стал наследником герцогства Пруссия.
- В Праге организованы чешские вооружённые силы во главе с графом Турном.
- 1611—1617 — Король Чехии Матвей (Матиаш).
- Матиаш формально подтвердил «Грамоту величества», но на деле нарушал её.
- 19-20 марта — Восстание в Москве. Сожжение города. Поляки подавили восстание. 21 марта — К Москве подошли передовые части первого ополчения. 1 апреля — Начало осады Москвы. 3 июня — Взятие поляками Смоленска.
- 1611—1642 — Хан Бухары Имамкули. Укрепил власть и совершил несколько крупных набегов на казахские степи.